# Giovanni Amelino-Camelia
Giovanni Amelino-Camelia (* 14. Dezember 1965 in Neapel) ist ein italienischer theoretischer Physiker, der sich mit Quantengravitation befasst.
Amelino-Camelia studierte an der Universität Neapel mit dem Laurea-Abschluss 1990 und wurde 1993 an der Boston University promoviert. Danach war er bis 1995 Post-Doktorand am Massachusetts Institute of Technology, 1995 bis 1997 an der Universität Oxford und 1997/98 an der Universität Neuenburg sowie 1998 bis 2000 Marie Curie Fellow am CERN. Danach war er an der Universität La Sapienza in Rom.
Er gilt als einer der Begründer der Quantengravitationsforschung über astronomische Beobachtungen. Insbesondere sagte er 1998 voraus, dass sich das Licht aus sehr weit entfernten Objekten (Gamma-Ray-Bursts in Milliarden von Lichtjahren Entfernung) im Universum je nach Frequenz mit unterschiedlicher Geschwindigkeit aufgrund der Wechselwirkung mit der Quantenstruktur der Raumzeit ausbreiten sollte. Robert Wagner von den MAGIC-Teleskopen berichtete 2005 über die Beobachtung einer verzögerten Ausbreitung (bis 4 Minuten) von Gammastrahlen höherer Energie (kürzerer Wellenlänge) bei einem Gammastrahlenausbruch (Markarjan 501), der 500 Millionen Lichtjahre entfernt stattfand. Es gibt aber auch andere Erklärungen und das Fermi-Weltraumteleskop konnte solche Beobachtungen 2009 nicht bestätigen (7 Milliarden Jahre entfernter Gamma Ray Burst).
Amelino-Camelia schlug 2000 eine Modifikation der speziellen Relativitätstheorie vor, in der nicht nur die Lichtgeschwindigkeit, sondern auch die Planck-Länge bzw. eine dieser entsprechende maximale Energie invariant und unabhängig vom Inertialsystem des Beobachters ist (Double special relativity, DSR).  Die Idee dahinter ist, dass es in einer Theorie der Quantengravitation auch eine invariante kleinste Länge geben sollte.
Er ist ein Anhänger der Schleifenquantengravitation.
2012 erhielt er den Messori Roncaglia Preis der Accademia dei Lincei und 2009 den Forschungspreis der La Sapienza. 2011 wurde er Mitglied der Accademia Pontaniana.
Er ist im Herausgebergremium des International Journal of Modern Physics D.

## Schriften (Auswahl)
- Quantum Spacetime Phenomenology, Living Reviews in Relativity 2008, Arxiv, Living Reviews, 2013
- Gravity-wave interferometers as quantum-gravity detectors, Nature, Band 398, 1999, S. 216–218
- mit Lee Smolin, A. Starodubtsev: Quantum symmetry, the cosmological constant and Planck scale phenomenology, Classical and Quantum Gravity, Band 21, 2004, S. 3095–3110
- mit S. Majid: Waves on non-commutative space-time and gamma-ray bursts, Int. Journ. of Modern Physics A, Band 14, 2000, S. 4301–4324
- mit T. Piran: Cosmic rays and TeV photons as probes of quantum properties of space-time, Phys. Lett., B, Band 497, 2001, S. 265–270
- Are we at the dawn of quantum gravity phenomenology ?, in: Lecture Notes in Physics 541, Springer 2000, S. 1–49
- mit M. Arzano, Y. Ling, G. Mandanici: Black-hole thermodynamics with modified dispersion relations and generalized uncertainty principles, Classical and Quantum Gravity, Band 23, 2006, S. 2585–2606
- Herausgeber mit  Jurek Kowalski-Glikman: Planck scale effects in astrophysics and cosmology, Lecture notes in Physics 669, Springer, Berlin 2005
- mit Lee Smolin: Prospects for constraining quantum gravity dispersion with near term observations, Arxiv 2009
- Oltre l’orizzonte. Quali nuove frontiere per la fisica ?, Codice 2017